# Delapparentia turolensis
La delapparentia (Delapparentia turolensis) è un dinosauro erbivoro appartenente agli iguanodonti. Visse nel Cretaceo inferiore (Barremiano inferiore, circa 130-127 milioni di anni fa) e i suoi resti fossili sono stati ritrovati in Spagna. È uno dei più grandi iguanodonti noti.

## Descrizione
Questo dinosauro è conosciuto per uno scheletro parziale e per altre ossa isolate; lo scheletro parziale (l'olotipo) è privo di cranio e comprende quattro vertebre cervicali, numerose neurapofisi, due vertebre sacrali, quattordici caudali, frammenti di costole e di ossa della coda (chevron), numerosi tendini ossificati, ilio e pube sinistri. Le altre ossa attribuite a questo animale, inizialmente considerate appartenenti a un sauropode, comprendono anche un ischio.
La ricostruzione di Delapparentia mostra un grande erbivoro dalle forme piuttosto pesanti, lungo circa dieci metri (e quindi più grande della media di Iguanodon bernissartensis) e pesante circa tre tonnellate. Il solo ilio misurava 78 centimetri. Come tutti i suoi simili, Delapparentia doveva possedere un cranio allungato, zampe posteriori lunghe e robuste e, probabilmente zampe anteriori fornite di un "pollice" costituito da una struttura simile a un aculeo. 

## Classificazione
I fossili di questo animale vennero scoperti nel 1958 dal paleontologo dilettante José María Herrero Marzo nella zona di Galve (provincia di Teruel, Spagna), e nello stesso anno vennero raccolti dal professor Dimas Fernandez-Galiano, assistito da un team dell'Università di Utrecht con a capo Gustav Heinrich Ralph von Koenigswald. I fossili vennero assegnati originariamente a Iguanodon bernissartensis da Albert-Félix de Lapparent nel 1960.
Nel 2006, però, vennero ristudiati da José Ignacio Ruiz-Omeñaca, che li ridescrisse come un nuovo genere di iguanodonte, Delapparentia, in una tesi di laurea non pubblicata. Si dovette aspettare il 2011 perché il nomen ex dissertatione vedesse la luce ufficialmente.
Delapparentia era caratterizzato da alcune caratteristiche uniche (autapomorfie): le costole dorsali posteriori erano dotate di "nodi" (capitula e tubercula) allungati, paralleli e non fusi fra loro, mentre le costole dello sterno erano ossificate ed era presente un processo dritto ed espanso verso l'esterno nella regione dell'ilio davanti all'acetabolo (il "foro" che ospita la testa del femore). Le spine neurali delle vertebre caudali, inoltre, erano piuttosto alte. 